# 马图萨体育场
马图萨体育场（義大利語：Stadio Matusa），即市立体育场（Stadio Comunale），是一座位于意大利弗羅西諾內的多功能体育场。体育场以承办足球赛事为主，现为弗羅西諾內足球俱樂部主场，可容纳观众9,680人。该体育场归弗罗西诺内市政府所有。